# Georges Philippe Saboureux de Fontenay
Georges Philippe Saboureux de Fontenay, né le 12 février 1742 à Versailles (Yvelines), mort le 5 janvier 1806 à Paris, est un général de brigade de la Révolution française.

## États de service
Il entre en service le 1er juillet 1758, comme enseigne au Régiment d'Aquitaine, il passe lieutenant le 7 du même mois, et il fait les campagnes de 1759 à 1762 en Allemagne. Il rejoint les chevau-légers en 1767, et il est réformé en décembre 1775.
En juillet 1789, il fait partie de la Garde nationale de Paris, et il est promu maréchal de camp le 19 septembre 1792, à l’armée du Nord. Le 23 février 1793, il commande Calais, et il est suspendu le 1er juin suivant. Remis en activité le 31 juillet 1793, il est employé dans la 18e division militaire le 14 octobre 1795. Il est mis en non activité le 28 août 1796, et il passe au traitement de réforme le 13 janvier 1798. Il obtient une pension de retraite de 3 035 francs le 20 décembre 1800
Il meurt le 5 janvier 1806, à Paris.

## Sources
- (en) « Generals Who Served in the French Army during the Period 1789 - 1814: Eberle to Exelmans »
- Étienne Charavay, Correspondance général de Carnot, tome 2, imprimerie Nationale, 1892, p. 18.
- Georges Six, Dictionnaire biographique des généraux & amiraux français de la Révolution et de l'Empire (1792-1814), Paris : Librairie G. Saffroy, 1934, 2 vol., p. 408